# Sanktuarium Matki Bożej Głogowieckiej
Sanktuarium Matki Bożej Głogowieckiej – polskie sanktuarium maryjne, mieszczące się w  gotyckim kościele pw. Narodzenia NMP i św. Wojciecha w parafii w Głogowcu niedaleko Kutna.
Sanktuarium istnieje od 1434 r. Murowany kościół został wybudowany w 1560 przez Pawła Głogowskiego, poprzedzał go kościół drewniany wybudowany przez Jana z Głogowskich (początek XIV w.)

## O sanktuarium
Ołtarz główny to obraz Matki Bożej będący kopią obrazu Matki Boskiej Częstochowskiej. Został namalowany na polecenie króla Władysława Jagiełły. Obraz ten, w wyniku koneksji ślubnych, trafił do Petersburga, a następnie w XVII wieku został przywieziony do Polski przez jednego z Głogowskich – właścicieli ówczesnych dóbr ziemskich. Prymas Polski kardynał Stefan Wyszyński 14 września 1975 roku dokonał koronacji obrazu koroną papieską będącą darem papieża Pawła VI. W 1985 roku w 10. rocznicę koronacji obrazu papież Jan Paweł II przesłał błogosławieństwo dla wszystkich pielgrzymów przybywających do tego miejsca. Istnieją relacje już od bardzo dawnych czasów o tym, że obraz słynie z licznych łask i cudownych uzdrowień. Relacje te są udokumentowane w parafialnych kronikach.
W 1926 roku sanktuarium odwiedził prezydent Ignacy Mościcki.
We wrześniu 1939 roku z tego miejsca dowodził bitwą nad Bzurą Tadeusz Kutrzeba. W kwietniu 1983 roku Mszę świętą odprawił ksiądz Jerzy Popiełuszko. Kustoszem Sanktuarium od 1981 roku był ks. Marian Lipski, który nie tylko przeprowadził gruntowny remont Sanktuarium, ale także był kapelanem podziemnej „Solidarności” i wielkim patriotą. To z jego inicjatywy mimo represji odbywały się nielegalne zebrania, patriotyczne msze święte i manifestacje. Tu powstała pierwsza Droga Krzyżowa Umęczonego Narodu Polskiego, drugą postawił później w Osuchowie koło Mszczonowa będąc tam proboszczem. W Głogowcu na uroczystościach patriotycznych obecni byli prezydenci: Ryszard Kaczorowski i Lech Wałęsa. Ks. Marian Lipski w starych budynkach gospodarczych po remoncie i adaptacji założył noclegownię dla trzeźwiejących alkoholików całego regionu pod koniec lat 80., która działa do dzisiaj.
We wrześniu 2005 roku sanktuarium maryjne w Głogowcu obchodziło 30 rocznicę koronacji obrazu Matki Bożej. Na uroczystość przybyło wielu pielgrzymów.

## Legenda cudownego ocalenia
Niektóre z zamieszczonych tu informacji wymagają weryfikacji.
Dokładniejsze informacje o tym, co należy poprawić, być może znajdują się w dyskusji tej sekcji.
 Po wyeliminowaniu niedoskonałości należy usunąć szablon [[Szablon:Dopracować|]] z tej sekcji.
Według miejscowych opowieści, w trakcie powstania styczniowego w plebanii kościelnej w Głogowcu schronił się oddział powstańczy, ścigany przez pluton Kozaków. Doszło do oblężenia religijnego obiektu. Zginęli wszyscy Polacy prócz jednego. Uciekał przez las, aż w pewnym momencie znalazł się na polanie. Wokół nie znajdował żadnej kryjówki. W końcu położył się po dużym dębem i zaczął się modlić do Matki Bożej. W pewnej chwili spostrzegł wrogi oddział. W tej chwili Maryja sprawiła, że powstaniec stał się niewidoczny dla Rosjan.